# 高知車站
高知車站（日语：〔〕／〔〕 Kōchi eki */?）是位于日本高知縣高知市榮田町，屬於四國旅客鐵道（JR四國）土讚線的車站，車站編號為D45/K00。本站是高知市的中心車站，也是高知縣內使用人數最多的車站。
車站資訊版內寫著本站是「龍馬和夜來祭、周日市集的站」。目前的站舍是2008年興建、由地面車站改為高架化的第三代車站，在改建當時亦加設入閘機，是四國島內首個設有入閘機的JR車站。南面出口另設有土佐電交通站前線的路面電車月台，站名為高知站前停留場（高知駅前停留場）。
本站每天使用的人數在2020年度是4987人，低於予讚線上的坂出，居JR四國所有車站的第五位，是四國四個縣廳所在地的主車站中利用人數最低的。本站自2021年7月起在站內加裝驗票閘機，使本站成為繼高松站後四國島內第二個（也是目前為止的兩個）設有驗票閘機的JR車站。

## 車站結構

### JR四國

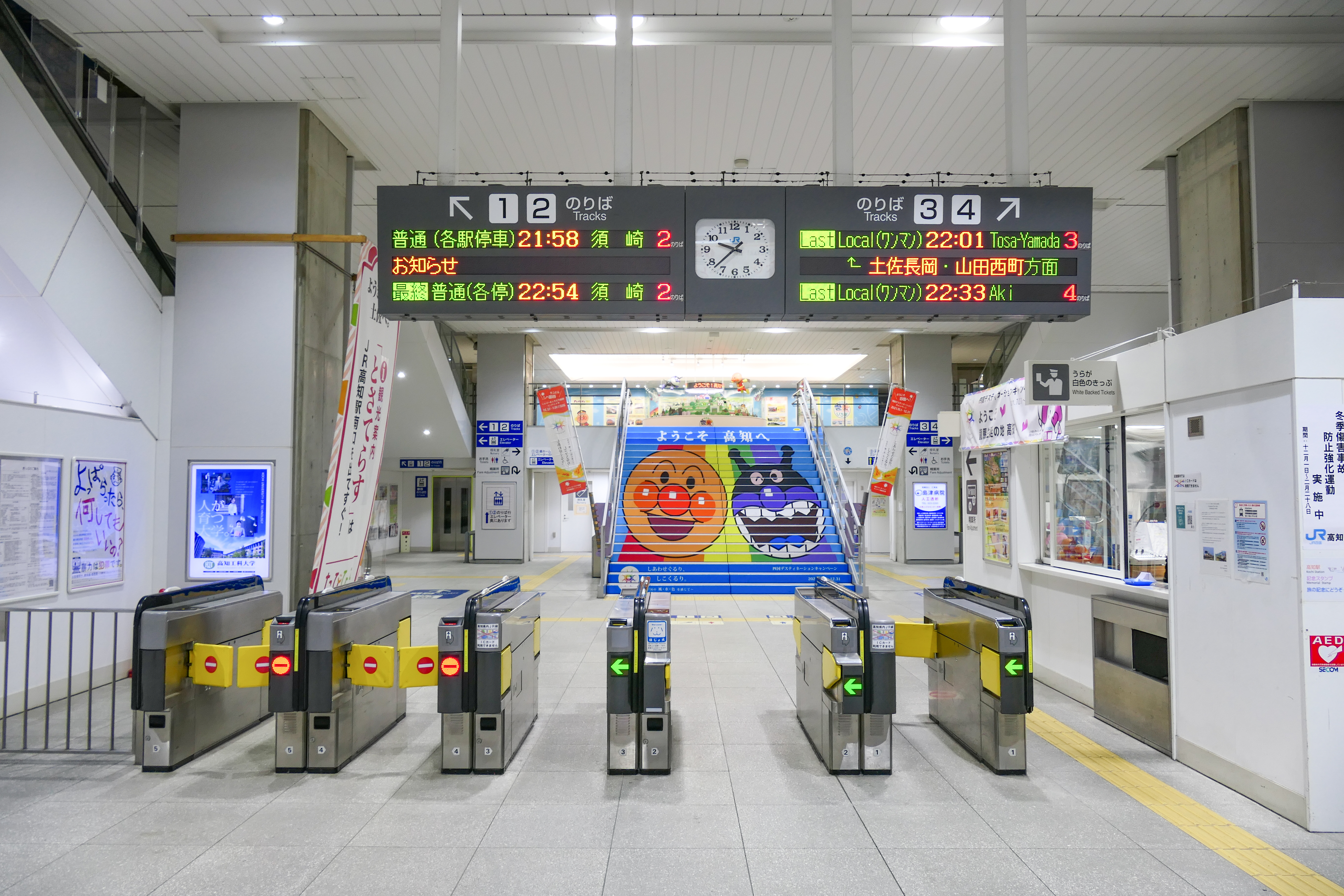
驗票閘口 (2021年12月)

高架化後的高知站位於3樓，並設有2個島式月台，提供2面4線的配置，車站外往薊野方向設有2條停泊用的側線，2號月台路軌往入明方向亦設有能容納9輛編成的停泊側線。車站有效長度為7輛。
月台上均設有2個候車室、小商店、升降機、扶手電梯及樓梯。而部份月台設有獨立上蓋，這是因為站房頂部並非完全封閉，部份位置為開放式，為免月台受天氣所影響，相關的月台部份便加裝上蓋，主要位於月台的兩側部份。

#### 月台配置
| 月台 | 路線       | 方向 | 目的地                           | 備註                                                                         |
| ---- | ---------- | ---- | -------------------------------- | ---------------------------------------------------------------------------- |
| 1    | ■ 土 讚 線 | 下行 | 伊野、須崎、窪川、中村、宿毛方向 | 5班特急列車（包括每天唯一1班直達宿毛）及5班普通列車                          |
| 1    | ■ 土 讚 線 | 上行 | 高松、岡山方向                   | 大部份特急列車使用                                                           |
| 2    | ■ 土 讚 線 | 下行 | 伊野、須崎、窪川、中村方向       | 4班特急列車及大部份普通列車使用                                              |
| 2    | ■ 土 讚 線 | 上行 | 高松、岡山方向                   | 只有特急「四萬十」2號及「南風」10號使用。                                    |
| 3    | ■ 土 讚 線 | 下行 | 伊野、須崎、窪川方向             | 1日5班普通列車，其中2班於周末及假日不設服務                                  |
| 3    | ■ 土 讚 線 | 上行 | 土佐山田、阿波池田、奈半利方向   | 普通列車 （下午1班併結列車會於後免站解結後，改經土佐黑潮鐵道阿佐線往奈半利） |
| 4    | ■ 土 讚 線 | 上行 | 安藝、奈半利方向                 | 除1班外，所有直通土佐黑潮鐵道阿佐線的快速及普通列車均由此開出                |
| 4    | ■ 土 讚 線 | 上行 | 土佐山田、阿波池田方向           | 早上4班（包括快速普通222D）及下午1班併結普通列車                             |

### 土佐電交通
本站的配線為櫛形月台3面2線，棧橋線與伊野線直通的列車停靠。

## 歷史
- 1924年11月15日：高知線日下至高知間路段啟用。
- 1925年12月5日：高知線延伸至土佐山田。
- 1928年8月10日：土佐電氣鐵道（現稱土佐電交通）的電車站「高知站前」啟用。
- 1986年11月1日：車站本身停辦貨運，相關業務改由新啟用的高知貨櫃中心以線外貨運站的形式繼續運作。
- 1987年4月1日：日本國鐵分割民營化，高知站的營運由JR四國及JR貨物繼承。
- 1990年11月1日：站內開設高知汽車營業所（高知自動車営業所）。
- 2001年4月1日：高知站前電車站搬遷至JR高知站正面位置。
- 2002年3月：原本位於高知站站區內北側的車輛基地轉移至布師田站。
- 2004年：高知站高架化工程動工。
- 2005年4月1日：隸屬於JR貨物的高知貨運車站廢站。
- 2008年2月26日：新站房啟用。
- 2009年2月14日：電車站向北移30米。
- 2021年7月：增設閘機。

## 利用狀況
| 乘客人數推算 | 乘客人數推算 |
| 年度         | 1日平均人數  |
| ------------ | ------------ |
| 2008         | 5,171        |
| 2009         | 4,942        |
| 2010         | 5,062        |
| 2011         | 5,018        |
| 2012         | 5,091        |
| 2013         | 5,287        |
| 2014         | 5,105        |

## 相鄰車站
※特急「南風」「四萬十」「足摺」（當中「足摺」以此站為到發站）的相鄰停靠站參見各列車條目。另外，土佐黑潮鐵道後免、奈半利線開出的直通列車以此站為終點。
四國旅客鐵道（JR四國）
■土讚線
土佐一宮（D43）－薊野（D44）（※）－高知（D45/K00）－入明（K01）
（※）普通列車早上上行1班通過薊野站。
土佐電交通
站前線
高知橋－高知站前

## 圖片集

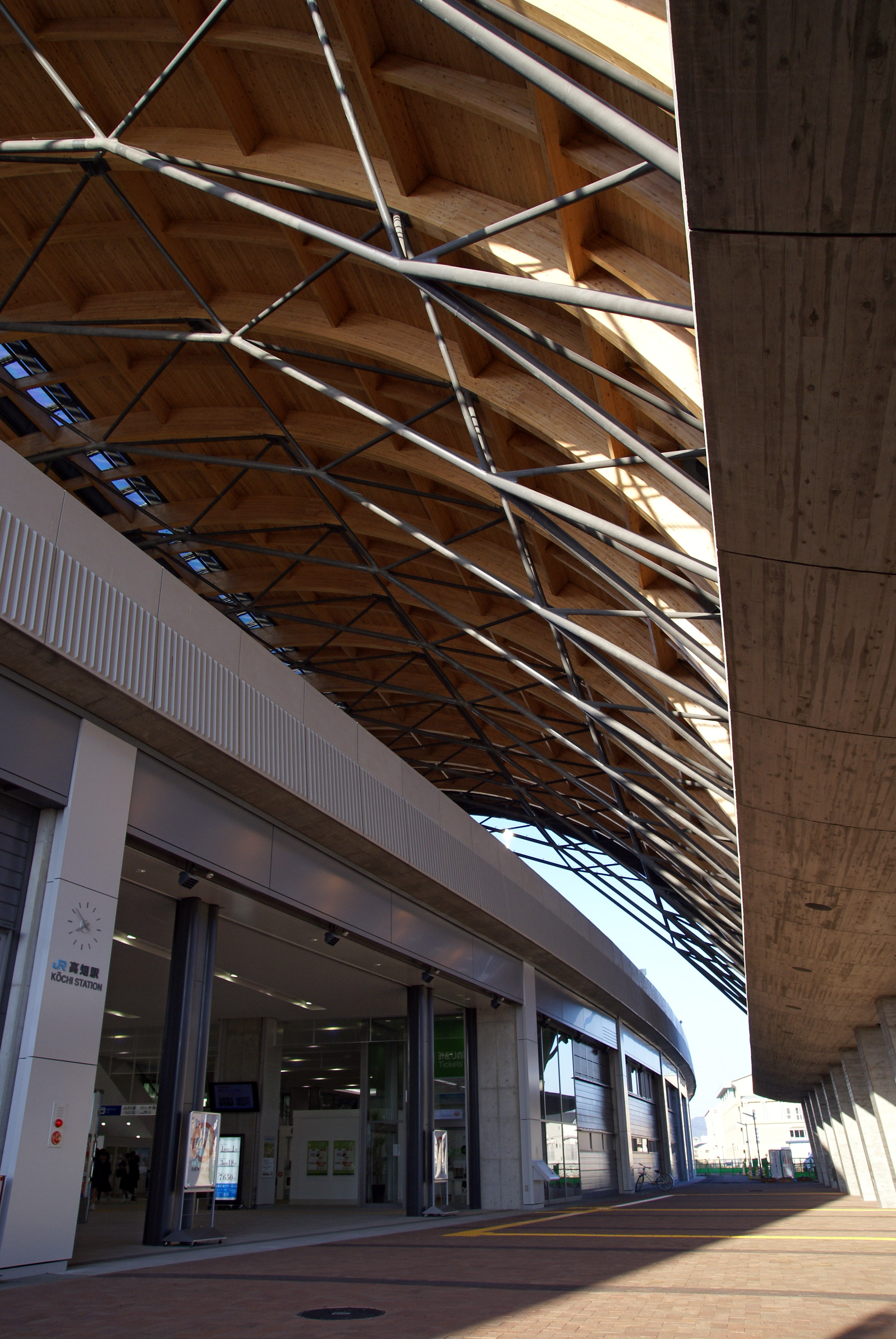
木造的大型拱型屋頂
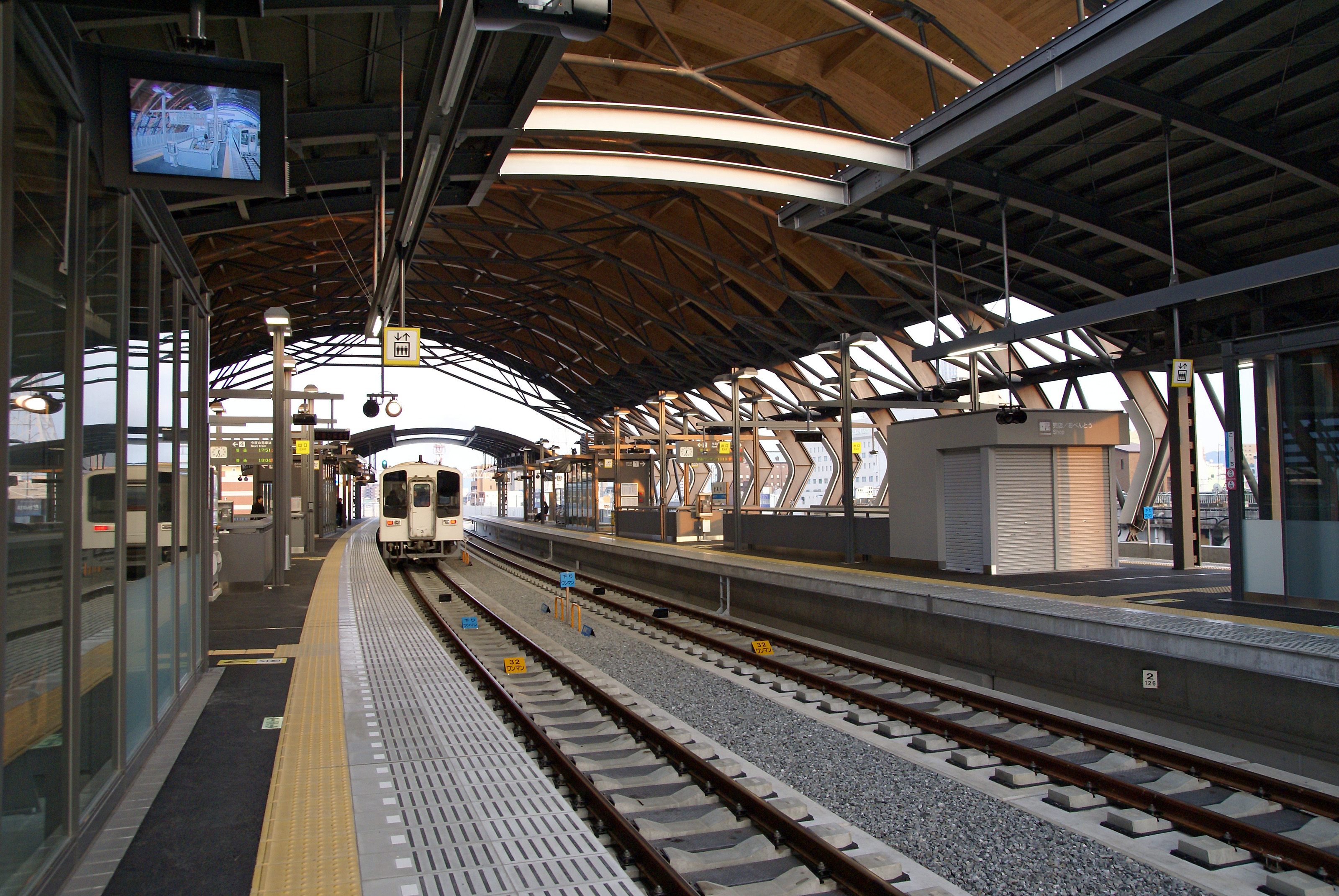
車站月台
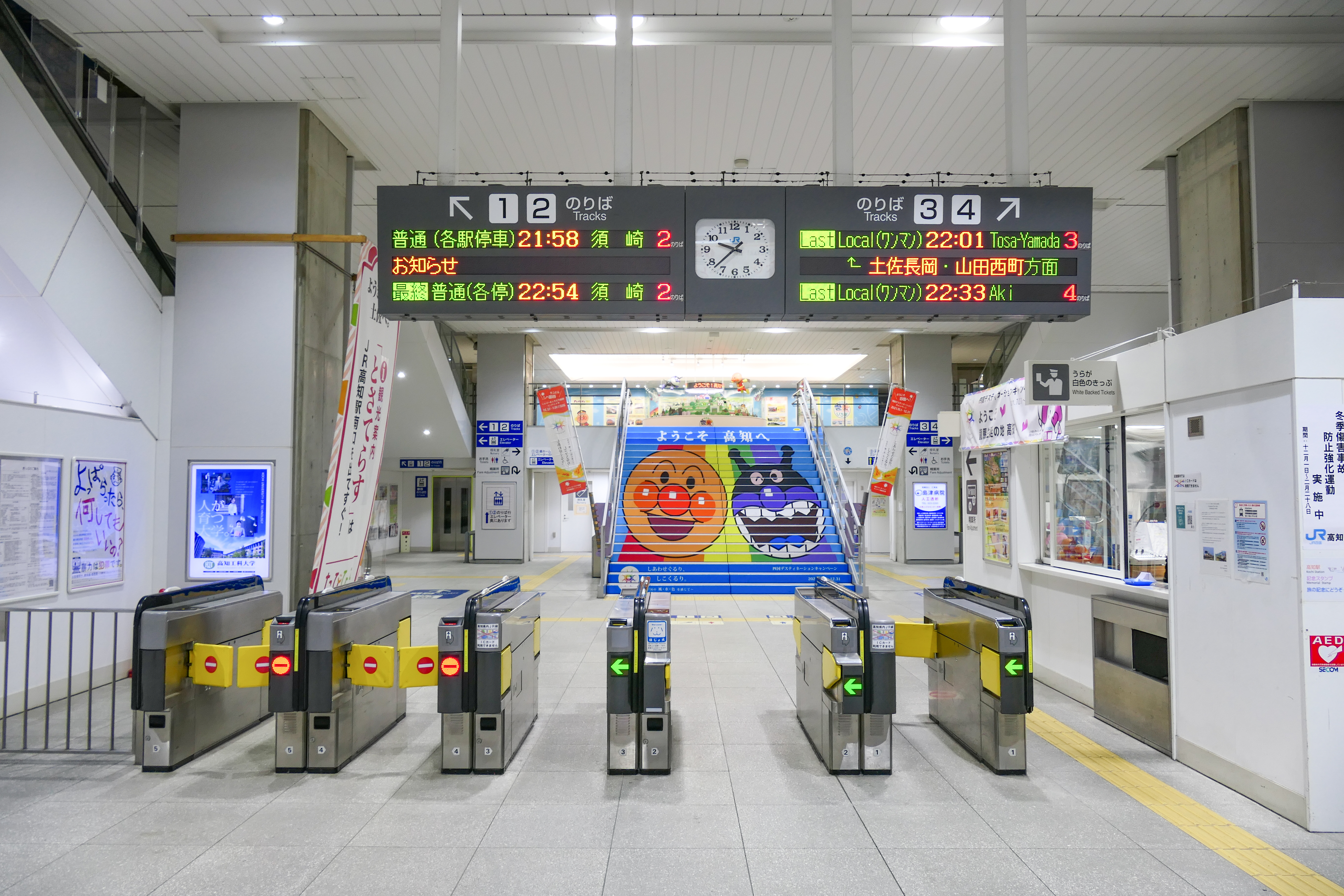
閘口及大堂
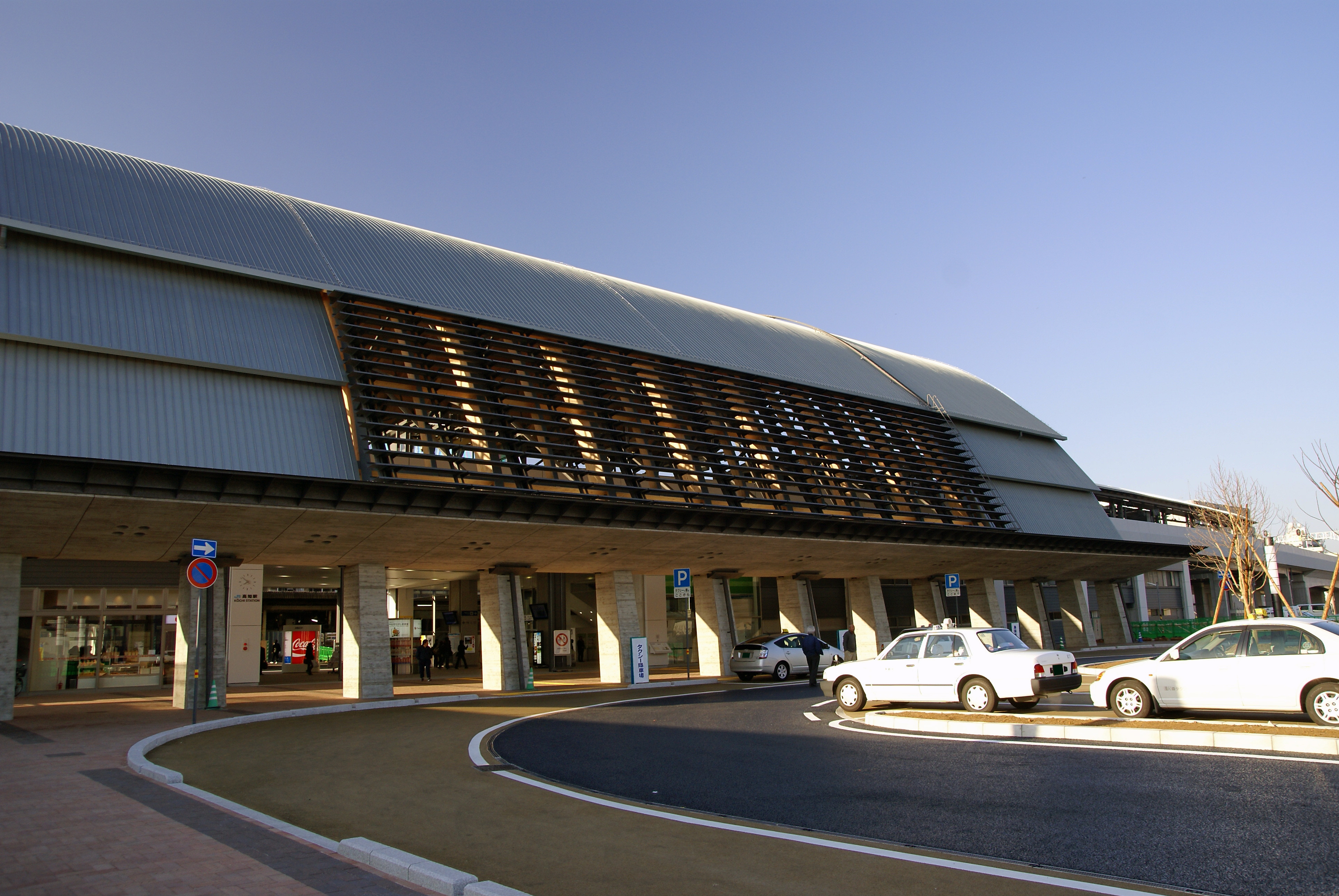
北面出入口
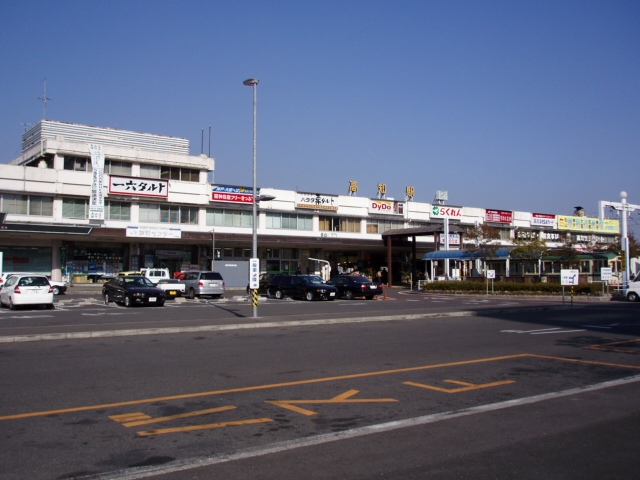
二代站舍的外貌（南口）
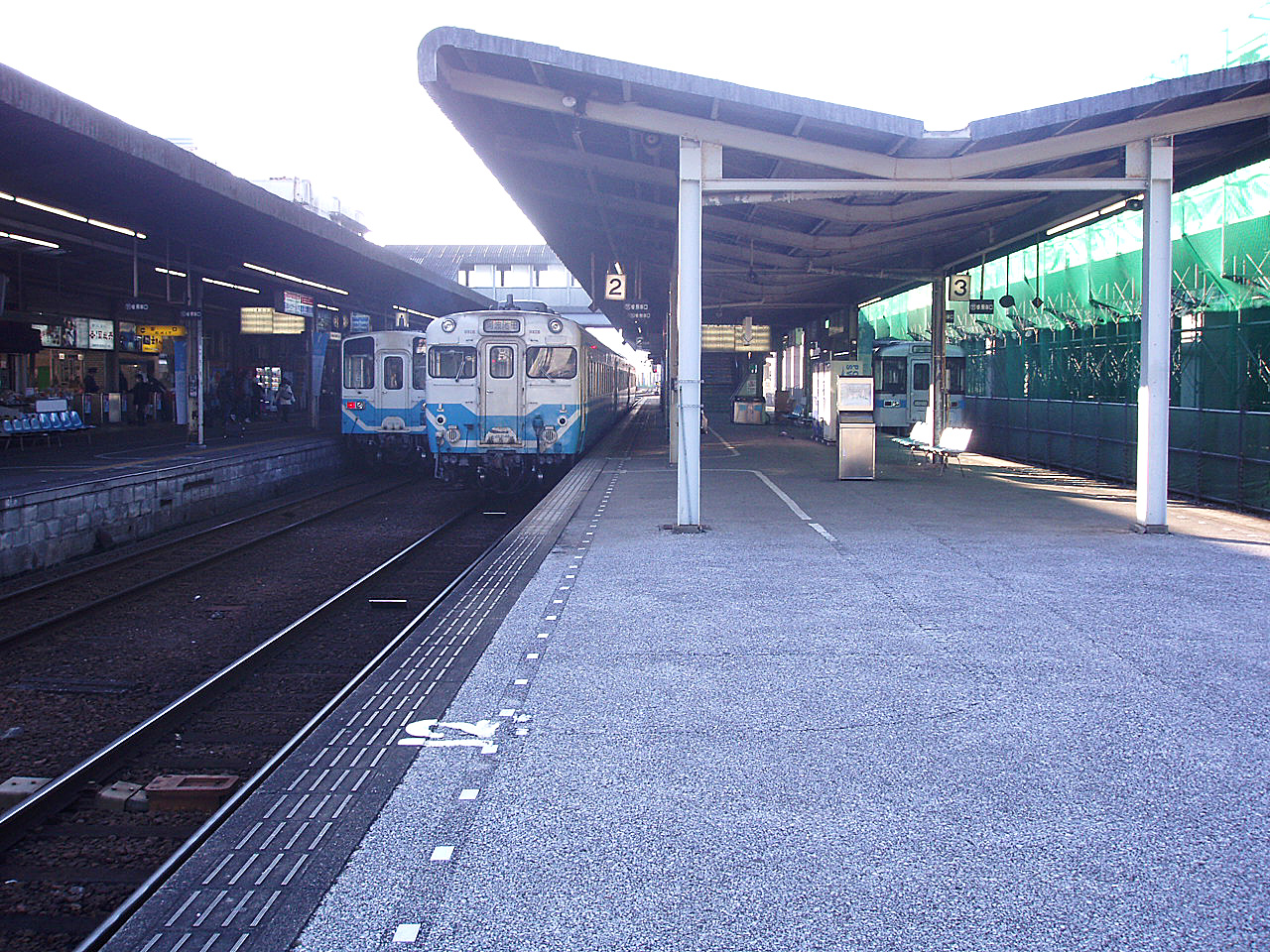
二代車站月台，當時只有3線。
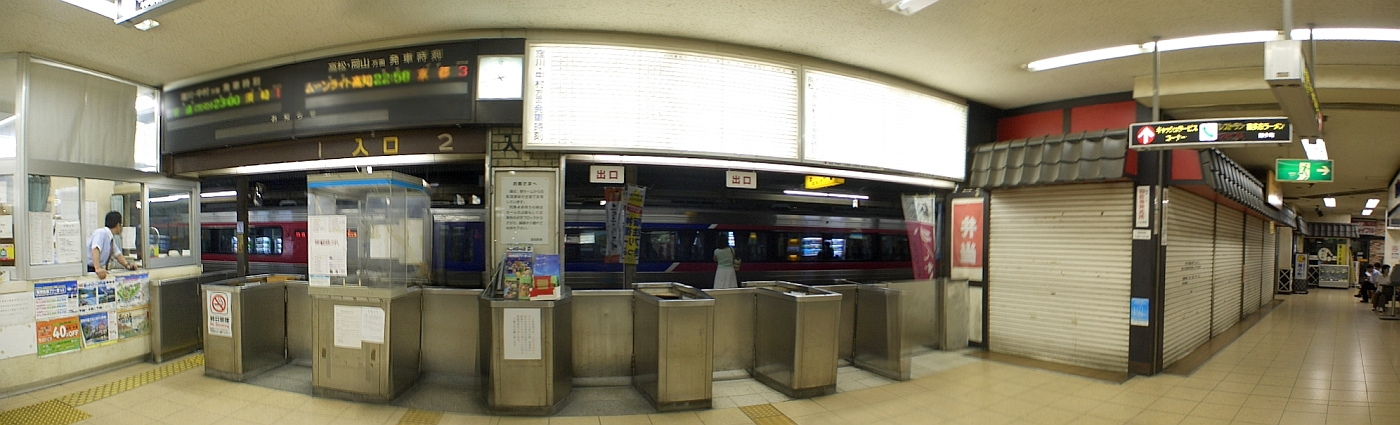
靠近舊1號月台的人工驗票閘口。

## 外部連結
- JR四國高知站